# Trigonostigma truncata
Trigonostigma truncata — вид коропоподібних риб родини данієвих (Danionidae). Описаний у 2020 році.

## Поширення
Ендемік Малайського півострова. Поширений у болотах тропічних вологих лісів вздовж східного узбережжя Малакки в провінції Наратхіват на півдні Таїланду та в штаті Теренггану на півночі Малайзії.

## Опис
Дрібна рибка завдовжки до 34 мм. Верхня частина тіла світло-рожева, задня частина тіла чорна, передня частина тіла срібляста. Анальний плавець червонувато-помаранчевий. Схожий на Trigonostigma heteromorpha. Відрізняється більшою ділянкою чорного кольору у задній частині тіла, менш гострим профілем голови, верхнім розташуванням рота (проти кінцевого рота Т. heteromorpha).